# Quartier Saint-Gervais
Pour les articles homonymes, voir Saint-Gervais.
Le quartier Saint-Gervais est le 14e quartier administratif de Paris situé dans le 4e arrondissement. Il tient son nom des martyrs saint Gervais et saint Protais, dont la vie légendaire est relatée dans La Légende dorée et qui est le vocable de l'église Saint-Gervais-Saint-Protais. C'était, sous l'Ancien Régime, l'église des confréries du bâtiment.

## Limites

Localisation administrative du quartier dans le 4e arrondissement.

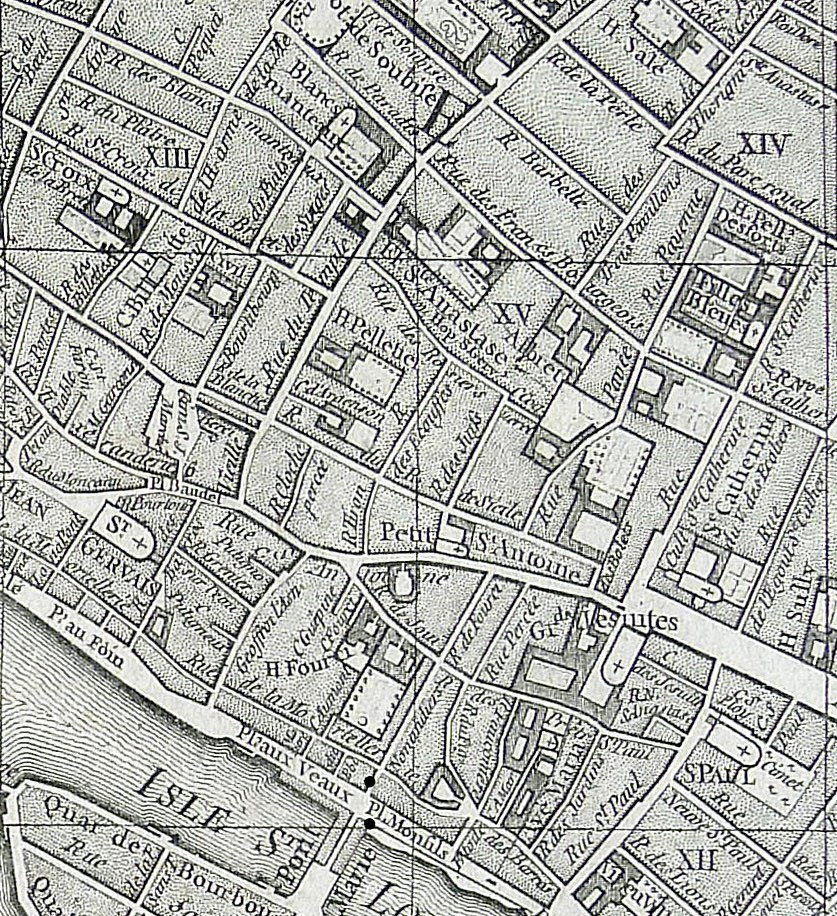
Quartier Saint-Gervais sur le plan de Vaugondy (1760).

Le quartier Saint-Gervais est un rectangle délimité par :
- la rue de Lobau et la rue des Archives à l'ouest (au-delà, c'est le quartier Saint-Merri),
- le quai de l'Hôtel-de-Ville et le quai des Célestins au sud (bordant la Seine),
- la rue Saint-Paul et la rue de Turenne à l'est (au-delà, c'est le quartier de l'Arsenal),
- et au nord par la rue des Francs-Bourgeois (au-delà, c'est le quartier des Archives).

## Histoire
L'actuel quartier Saint-Gervais englobe les anciens quartiers Saint-Paul à l'est et Saint-Gervais à l'ouest, séparés par la rue de Fourcy.
L'ensemble forme la moitié sud du Marais.
Sa partie sud entre la Seine, la rue Saint-Paul la rue Saint-Antoine et la rue François-Miron constitue le territoire rénové des années 1940 aux années 1960 de l'ancien îlot insalubre no 16.

## Accès
Dans ce quartier, se situent deux stations de métro : Saint-Paul (ligne 1) au centre et Pont Marie (ligne 7) sur les quais.

## Sites particuliers
- La mairie du 4e arrondissement.
- Le Crédit municipal.
- La Bibliothèque historique de la ville de Paris (dans l'hôtel d'Angoulême).
- Le Tribunal administratif de Paris (dans l'hôtel d'Aumont).
- La Cour administrative d'appel de Paris (dans l'hôtel de Beauvais).
- L'hôtel de Chalon-Luxembourg.
- Le lycée Charlemagne.
- L'hôtel de Sens.
- Le village Saint-Paul : ensemble de cours et courettes intérieures, regroupant des antiquaires, galeristes, restaurants… L'ensemble de ce quartier fut déclaré insalubre dans les années 1950-1960. Il devait d'ailleurs être rasé, mais fut sauvé de justesse par la loi Malraux qui protégea le quartier du Marais.
- L'église Saint-Gervais-Saint-Protais
- L'église Saint-Paul-Saint-Louis.
- L'église Notre-Dame-des-Blancs-Manteaux.
- La rue des Rosiers (le Pletzl, centre de la vie juive du quartier).
- Le mémorial de la Shoah et l'allée des Justes.
- Des vestiges de l'enceinte de Philippe-Auguste.
- Une grande concentration de boutiques, de bars et de restaurants homosexuels se trouvent dans ce quartier.

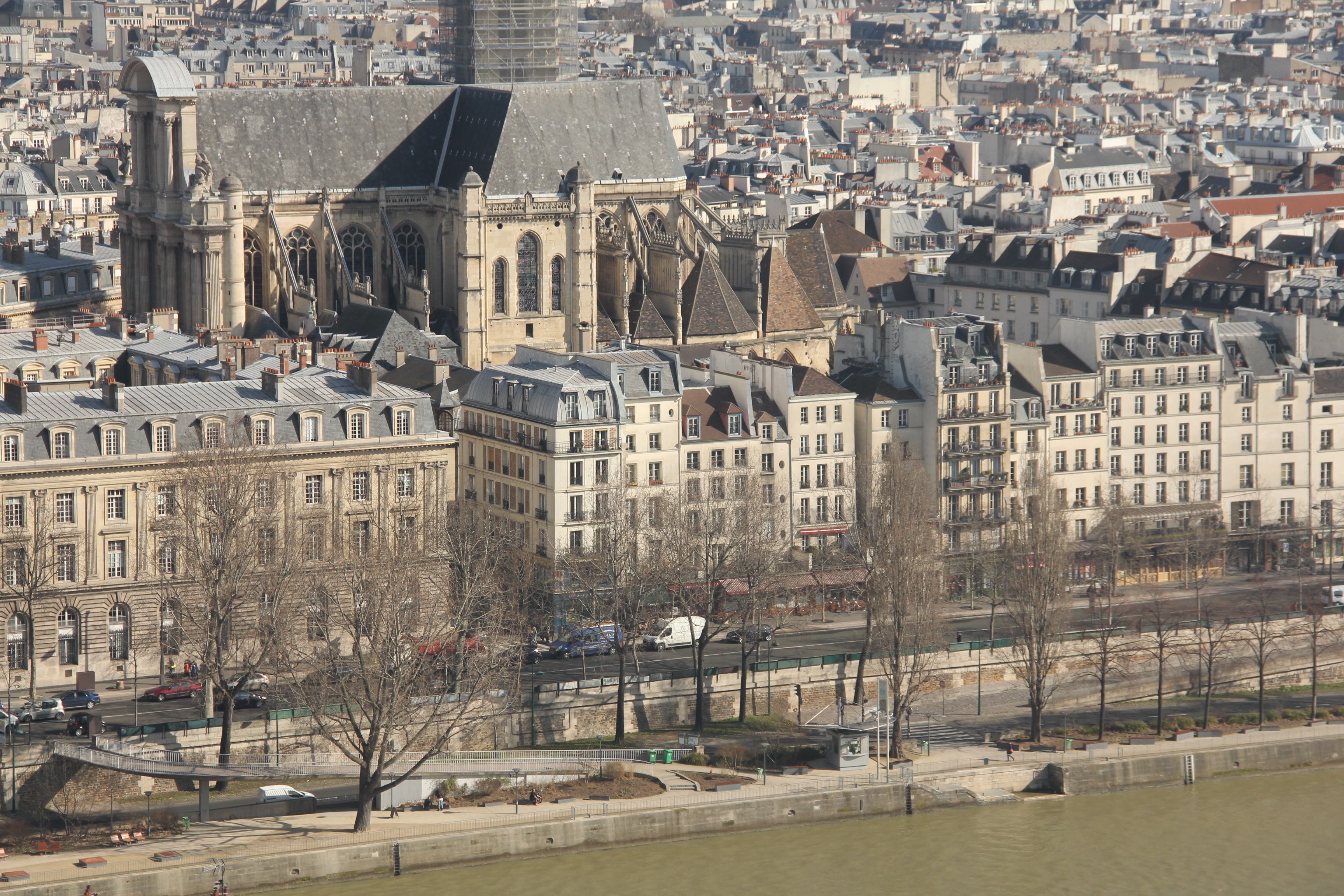
L'église Saint-Gervais-Saint-Protais au sein du quartier.
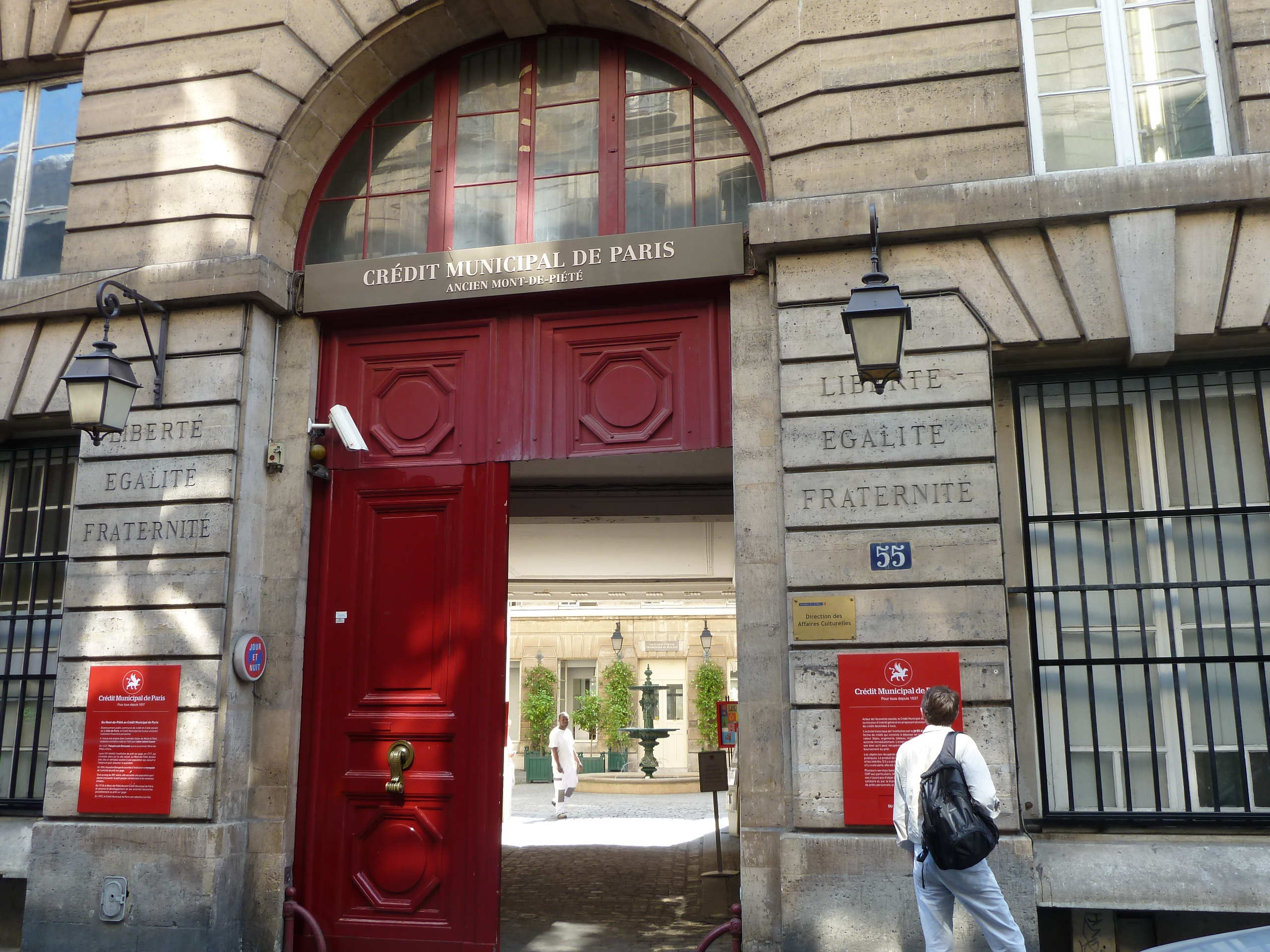
Entrée du Crédit municipal de Paris.
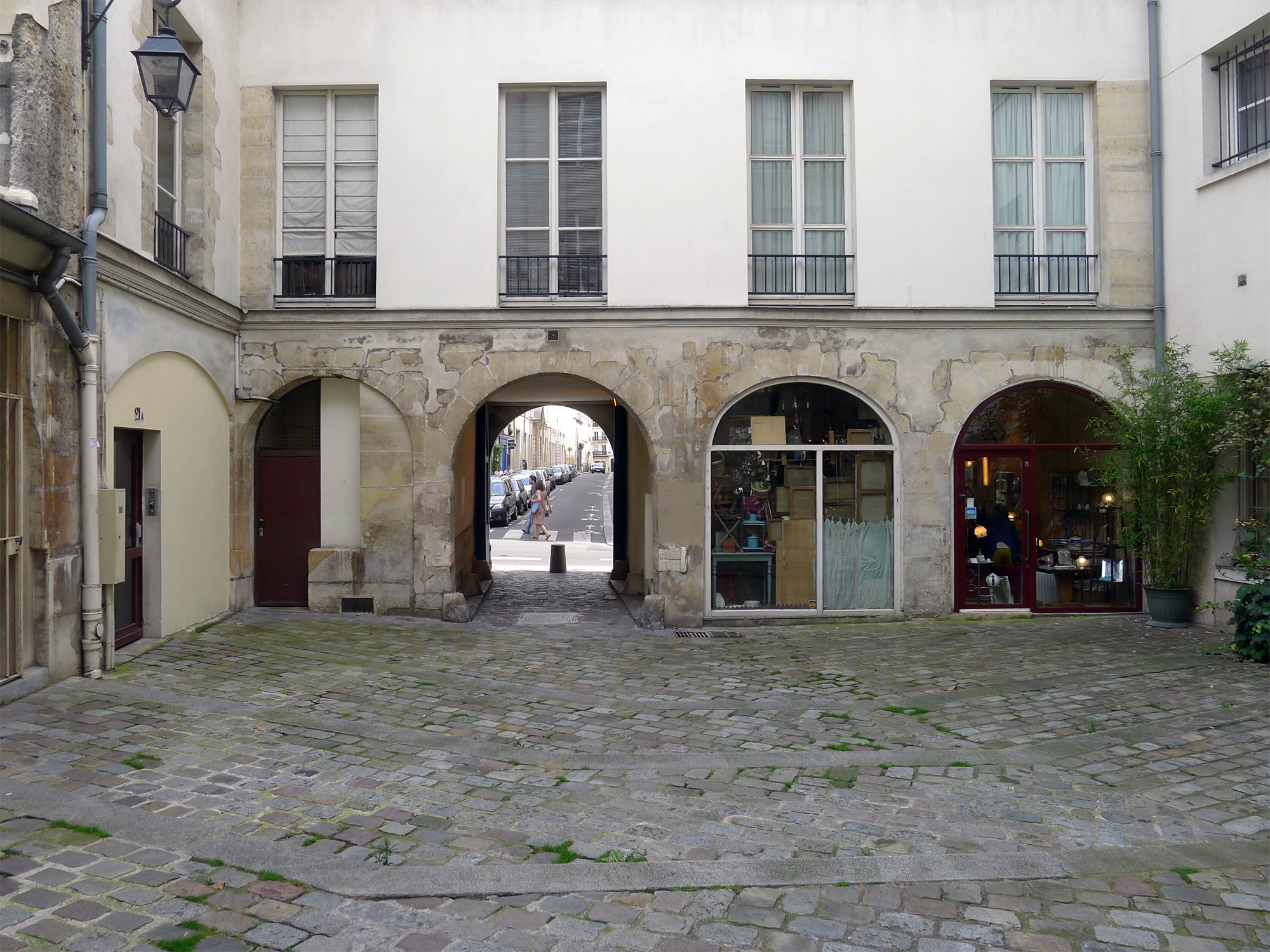
Une des cours du village Saint-Paul.
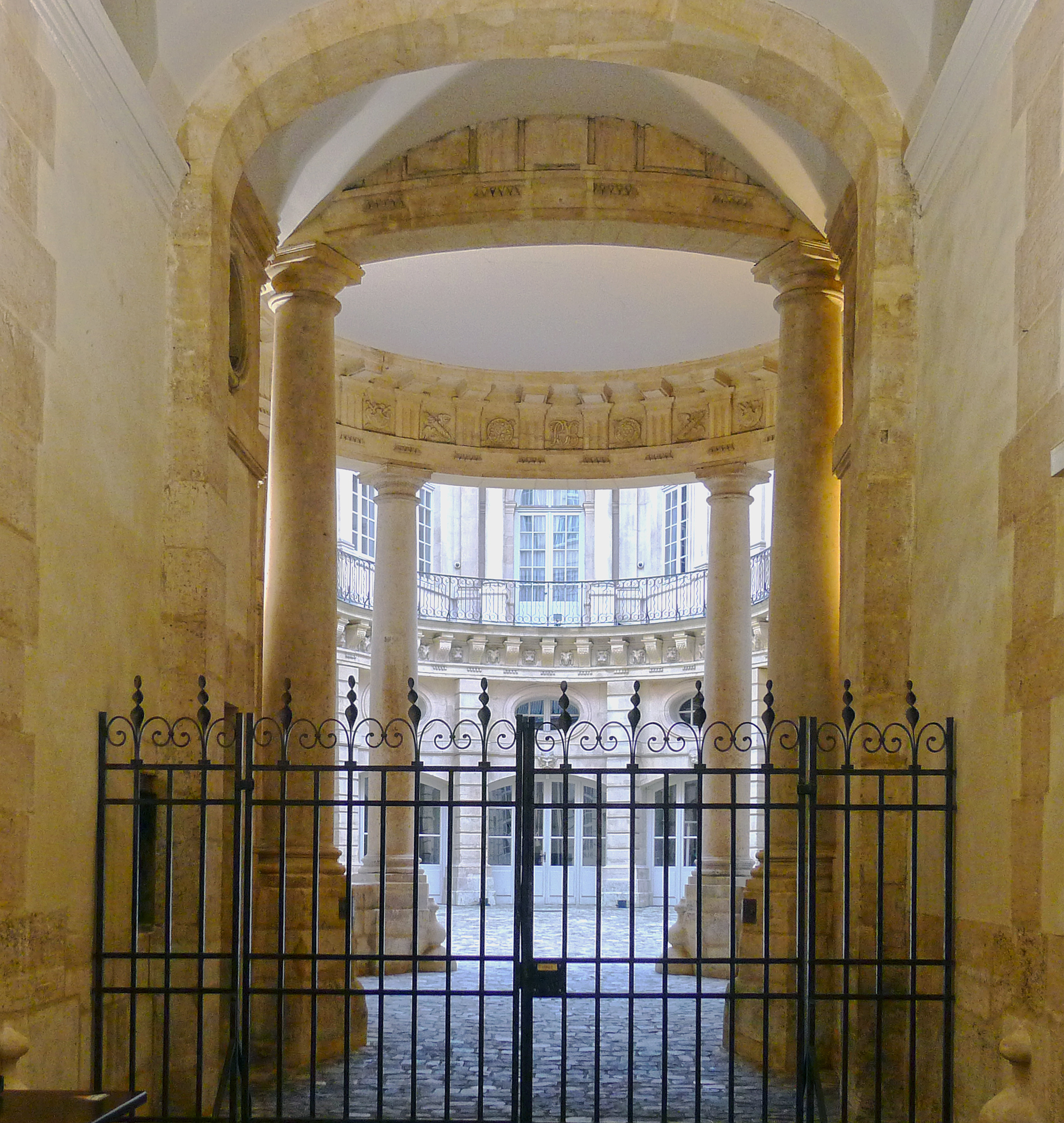
Entrée de l'hôtel de Beauvais.
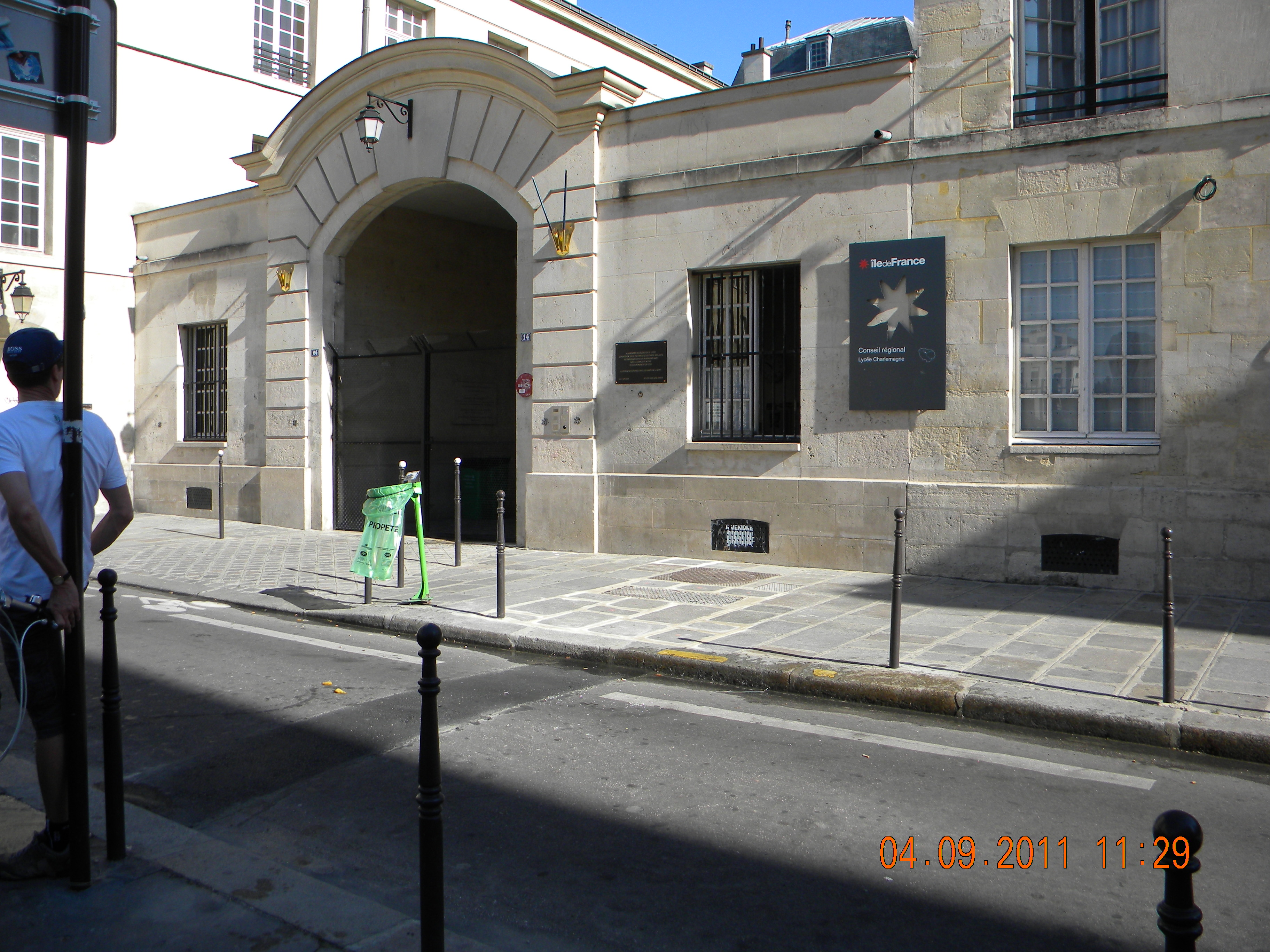
Une des entrées du lycée Charlemagne.
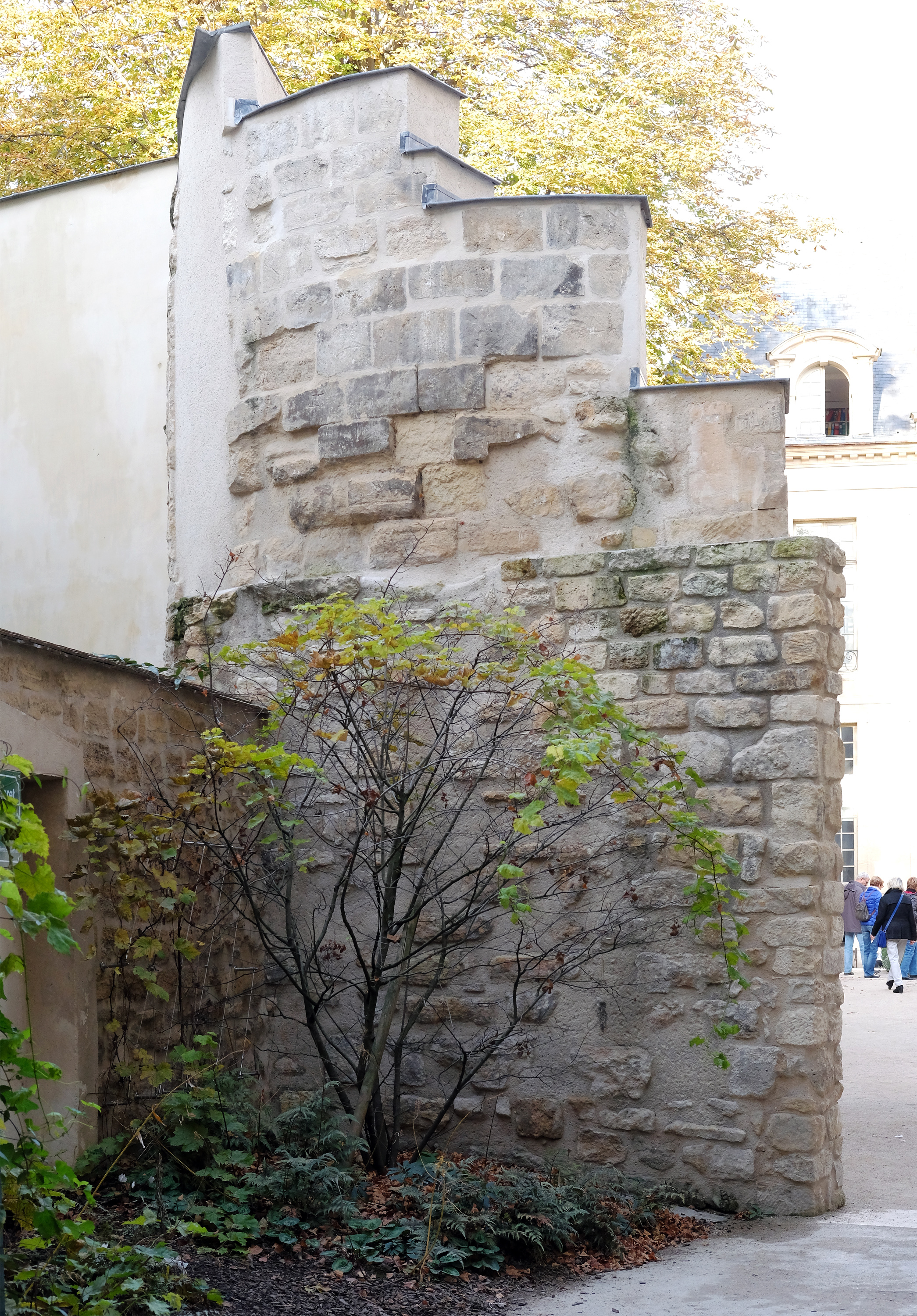
Vestige d'une tour de l'enceinte de Philippe-Auguste dans le jardin des Rosiers – Joseph-Migneret.